# Tipula (Papuatipula) artifex
Tipula (Papuatipula) artifex is een tweevleugelige uit de familie langpootmuggen (Tipulidae). De soort komt voor in het Australaziatisch gebied.